# Zeilensensor
Zeilensensoren sind licht- bzw. strahlungsempfindliche Detektoren (meist Halbleiterdetektoren), die aus einem eindimensionalen Array aus Fotodetektoren oder anderen Detektorelementen bestehen. 

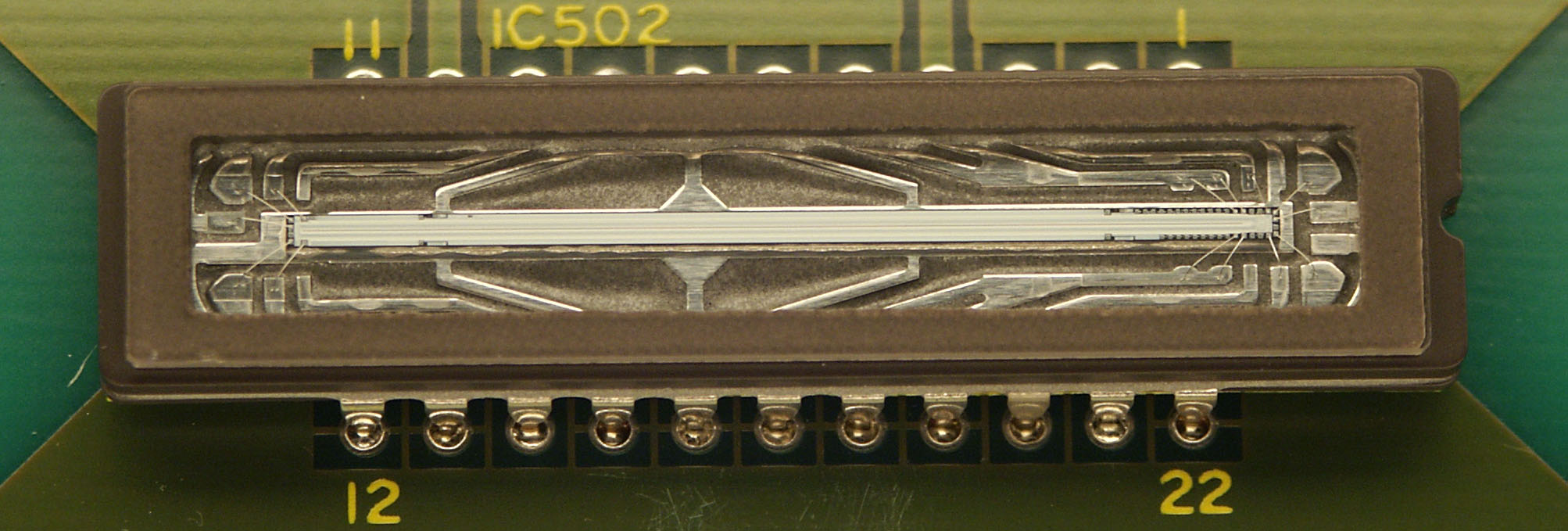
CCD-Zeilensensor aus einem Faxgerät

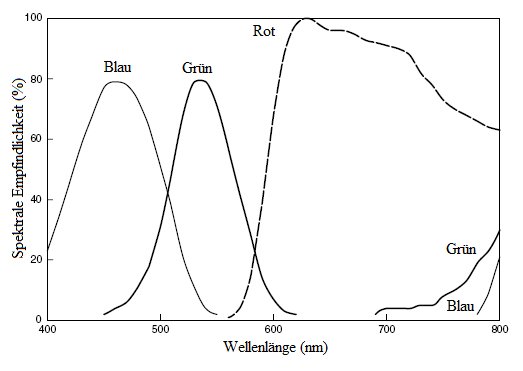
Spektrale Empfindlichkeit von CCD-Zeilen mit integrierten Farbfiltern

Sie unterscheiden sich nach dem Prinzip der Sensoren und des Auslesens der Daten:
- CCD-Zeilensensoren arbeiten wie ein CCD-Sensor (Ultraviolett, sichtbares Licht, nahes und mittleres Infrarot)
- CMOS-Zeilensensoren arbeiten wie ein CMOS-Bildsensor (Ultraviolett, sichtbares Licht, nahes Infrarot)
- analoge Zeilensensoren liefern einen analogen Datenstrom, siehe Fotodiodenzeile

Zeilensensoren können auch aus thermischen Empfängerelementen aufgebaut sein, z. B. Bolometerarrays oder pyroelektrische Sensoren.

## Anwendungen
Aus der Vielzahl möglicher Anwendungen seien herausgegriffen:
- Scanner, Flachbettscanner
- Faxgerät, Barcodeleser, Spektrometer
- Triangulation, Laserentfernungsmessung
- Messflüge für die Luftbildmessung
- Zielfoto-Anlagen im Sport